# Aname elegans
Espèce
Aname elegans est une espèce d'araignées mygalomorphes de la famille des Anamidae.

## Distribution
Cette espèce est endémique d'Australie-Méridionale. Elle se rencontre vers Hiltaba Station.

## Description
Le mâle holotype mesure 20,4 mm.

## Systématique et taxinomie
Cette espèce a été décrite par Harvey, Wilson et Rix en 2022.

## Publication originale
- Harvey, Wilson & Rix, 2022 : « Two new species of the open-holed trapdoor spider genus Aname (Araneae: Mygalomorphae: Anamidae) from southern Australia. » Australian Journal of Taxonomy, vol. 2, p. 1-8.